# Піскі
Піскі (пол. Piski) — село в Польщі, у гміні Червін Остроленцького повіту Мазовецького воєводства.
Населення — 212 осіб (2011).
У 1975-1998 роках село належало до Остроленцького воєводства.

## Демографія
Демографічна структура станом на 31 березня 2011 року:
|          | Загалом | Допрацездатний вік | Працездатний вік | Постпрацездатний вік |
| -------- | ------- | ------------------ | ---------------- | -------------------- |
| Чоловіки | 109     | 17                 | 79               | 13                   |
| Жінки    | 103     | 20                 | 62               | 21                   |
| Разом    | 212     | 37                 | 141              | 34                   |